# الهراس (مسلسل)
الهراس مسلسل تلفازي سوري، تأليف عبد النبي حجازي، وإخراج علاء الدين كوكش. بطولة ملك سكر، طلحت حمدي، هالة شوكت، تيسير السعدي، صلاح قصاص، سامية الجزائري، يوسف حنا، أمل سكر. بُثَّ أول مرَّة عام 1981.

## الممثلون
- ملك سكر.
- طلعت حمدي
- هالة شوكت
- تيسير السعدي
- صلاح قصاص
- سامية الجزائري
- يوسف حنا
- أمل سكر
- عبد الله عباسي
- سلوم حداد
- يولاند أسمر
- صباح سالم
- هالة حسني
- حسان يونس
- فيلدا سمور
- سحر فوزي
- نذير سرحان
- أوجا أبو الذهب
- شفيق المنفلوطي
- أحمد أيوب
- محمد طرقجى
- نبيل نعمة
- حسن بغدادي
- إبراهيم كردية
- نجاح سفكونى
- مروان السباعي
- عدنان دعبول
- شريف السيد
- وردة السورية
- إيمان واعظ
- ممدوح الخواجة
- عبد الله حصوة
- سليم كلاس
- سمر كوكش

## روابط خارجية
- الهراس على موقع كلاسيك